# Санта Катерина дело Јонио Марина (Катанцаро)
Санта Катерина дело Јонио Марина је насеље у Италији у округу Катанцаро, региону Калабрија.
Према процени из 2011. у насељу је живело 1311 становника. Насеље се налази на надморској висини од 7 м.